# Dương Cẩm Chương
Dương Cẩm Chương (1911 – 2014) là một bác sĩ, họa sĩ, nhà thơ người Việt Nam.

## Sự nghiệp
Bác sĩ Dương Cẩm Chương sinh năm 1911 tại Long Xuyên. Ông là con trai thứ hai của Dương Bá Trạc và mẹ ông là cháu ngoại của nhà thơ Chu Mạnh Trinh.
Năm 1925 ông học Trường Bưởi sau đó học Trường Y khoa Hà Nội năm 1932 và tốt nghiệp bác sĩ ngành giải phẫu năm 27 tuổi, ông làm bác sĩ phẫu thuật hoạt động y tế cộng đồng. Ông làm việc tại Bệnh viện Lalung Monnaire Saigon, nay là Bệnh viện Chợ Rẫy với vai trò là bác sĩ phẫu thuật chính
Năm 1940, ông lập gia đình với bà Thân Thị Ngọc Quế, một tiểu thư dòng dõi trâm anh ở Huế.
Năm 1957, ông Dương Cẩm Chương là Giám đốc Nha Y tế Cao nguyên Trung phần. Ông được chọn đi tu nghiệp ở Mỹ vào năm 1960.
Tại Mỹ, ông học vẽ (căn bản kỹ thuật sơn dầu) với họa sĩ Nguyễn Trí Minh (Trường Mỹ thuật Gia Định). Dương Cẩm Chương đến với hội họa khi ông đã gần 50 tuổi.
Năm 1968, ông về hưu và sang Pháp định cư. Ông là hội viên Hội họa sĩ Pháp với hơn 20 lần triển lãm cá nhân ở Paris cùng với nhiều giải thưởng quốc tế.
Năm 1990, gia đình Dương Cẩm Chương về lại Việt Nam.
Ông cho biết: sống thọ nhờ "ba không biết": Không biết đau ốm, không biết tiền bạc và không biết giận.
Ông Dương Cẩm Chương đã qua đời ngày 9 tháng 8 năm 2014 tại nhà riêng ở Thành phố Hồ Chí Minh.

## Gia đình
Dương Cẩm Chương có hai người chú ruột là Dương Quảng Hàm và Dương Tự Quán. Cha và hai người chú ruột của ông đều được lấy tên để đặt cho ba con đường ở Thành phố Hồ Chí Minh gồm: Dương Bá Trạc (quận 8), Dương Quảng Hàm (quận Gò Vấp) và Dương Tự Quán (quận Bình Tân).
Vợ ông, bà Thân Thị Ngọc Quế (1918 – 2007), là một thi sĩ khi tuổi trên 70. Bà đã in được khoảng 12 tập thơ. Thơ của bà được nhiều nhạc sĩ nổi tiếng như Doãn Mẫn, Phạm Duy, Hoàng Giác, Trịnh Công Sơn, Tô Vũ, Phạm Trọng Cầu phổ thành ca khúc.

## Giải thưởng
- Năm 1999, ông được Nhà nước trao tặng huy chương Vì sự nghiệp Mỹ thuật Việt Nam[4].

## Tác phẩm
- Tập thơ Thi Tâm (Nhà xuất bản Thời Đại, tháng 12 năm 2012)[5].